# Município de Harrison (condado de Champaign, Ohio)
O município de Harrison (em inglês: Harrison Township) é um município localizado no condado de Champaign no estado estadounidense de Ohio. No ano de 2010 tinha uma população de 932 habitantes e uma densidade populacional de 14,74 pessoas por km².

## Geografia
O município de Harrison encontra-se localizado nas coordenadas 40° 14′ 25″ N, 83° 50′ 02″ O. Segundo a Departamento do Censo dos Estados Unidos, o município tem uma superfície total de 63.24 km², da qual 63,11 km² correspondem a terra firme e (0,2 %) 0,13 km² é água.

## Demografia
Segundo o censo de 2010, tinha 932 pessoas residindo no município de Harrison. A densidade populacional era de 14,74 hab./km².